# Második lyoni zsinat
A második lyoni zsinat volt a római katolikus egyház 14. egyetemes tanácskozása, amit 1272. március 31-én hívott össze X. Gergely pápa, a zsinatra végül 1274-ben került sor a franciaországi Lyon városában. A zsinat összehívásának egyik legfőbb oka volt, hogy VIII. Mihály bizánci császár ígéretet tett arra, hogy nyugati katonai segítség fejében egyesíti az 1054 óta kettészakadt keresztény egyházat, és elismeri a pápa fennhatóságát. A zsinatra több mint 500 püspök, 60 apát és több mint ezer küldött volt hivatalos, utóbbiak között voltak a korabeli egyetemek képviselői is. Az összegyűltek végül olyan sokan voltak, hogy nem fértek el Lyon városában, és a hivatalos meghívó nélkül érkezőket "Isten és a pápa áldásával" távozásra szólították fel. A tanácskozás főbb résztvevői között volt még I. Jakab aragóniai király, VIII. Mihály császár nagykövete, az ortodox egyház képviselői, valamint a tatárok kánjának küldöttei. Aquinói Szent Tamás szintén hivatalos volt a tanácskozásra, de útközben Frosinone városában meghalt. Szent Bonaventura részt vett az első négy ülésen, de július 15-én Lyon városában meghalt.
Aragónia királysága mellett, amit a király személyesen képviselt, jelen voltak a német-római császár, valamint Anglia, Franciaország, Skócia, Spanyolország és Szicília királyainak képviselői is. Norvégiából, Svédországból, Magyarországról, Csehországból, a lengyel hercegségből és Dáciából is érkeztek küldöttek. A lyoni volt az első az egyházi zsinatok közül, amelyen az egyes nemzetek képviseltethették magukat az egyházi tanácskozáson.
A zsinat két legfőbb témája a Szentföldre indítandó keresztes hadjárat, valamint a nagy egyházszakadás felszámolása volt. Az első tanácskozásra 1274. május 7-én került sor, ezt követte további öt május 18-án, június 4-én, július 6-án, valamint július 16-17-én. A zsinat végére 31 határozatot fogadtak el. A második tanácskozáson elfogadták a Zelus fidei határozatot, amely nem volt kötelező érvényű, de összefoglalta a szentföldi hadjárat veszedelmeire, a tervezett hadjárat finanszírozására, a kalózok kiátkozására, a keresztények közötti békére, az egyházszakadást előidéző görögökre, a keresztes hadjáratokon résztvevőre vonatkozó bűnbocsánati, valamint a zsinat ügyrendjére vonatkozó határozatokat. A jelenlévő görög küldöttek, a kereszténység egységének megőrzése érdekében, hozzájárultak a nikaia–konstantinápolyi hitvallás megváltoztatásához (a "filioque-vita"), és a résztvevők kikiáltották a keresztény egyház egységét. Ezt az utóbbi határozatot azonban VIII. Mihály utóda, II. Andronikosz bizánci császár később semmisnek nyilvánította. A zsinat emellett I. Rudolfot ismerte el a Német-római Birodalom császárjának, véget vetve az 1254-1273 között tartó nagy interregnumnak.
A zsinat helyszínének kiválasztását nagyban befolyásolta, hogy az elnöklő X. Gergely pápa korábban lyoni pap volt, segítője, Péter ostiai püspök-bíboros, korábban Lyon érseke volt.

## A zsinat témái

### A Szentföld visszafoglalása
A zsinat egyik legfontosabb témája a Szentföld visszafoglalására indítandó hadjárat volt. A döntés értelmében az összes keresztény országban különadót vetettek ki a hadjárat finanszírozására. Jakab aragón király haladéktalanul meg akarta indítani a hadjáratot, de ezt ellenezték a templomos lovagok képviselői. A hadjáratról szóló döntést emiatt elnapolták. A tanácskozás során, július 4-én érkeztek meg a tatár kán nagykövetei, mivel Gergely szerette volna elérni, hogy az iszlám ellen folytatott harcok alatt a tatárok tartózkodjanak a keresztények elleni támadásoktól. A két nagykövetet a pápa július 16-án ünnepélyesen megkeresztelte.

### A keresztény egyházak egyesítése
X. Gergely a zsinat során szeretett volna véget vetni az 1054-ben bekövetkezett nagy egyházszakadásnak. 1273-ban követeket küldött VIII. Mihály bizánci császárnak, aki nem sokkal azelőtt (1260-ban) foglalta vissza Konstantinápolyt a keresztes lovagok utódaitól. Gergely emellett utasította I. Károly szicíliai királyt és Fülöp latin császárt, aki Károly lányát vette feleségül, hogy tartózkodjanak minden, a bizánciak ellen indítandó támadástól. Július 24-én érkeztek meg a császár képviselői Lyonba, Germanus konstantinápolyi pátriárka, Teophanes niceai püspök, Georgius Acropolita, Nicholas Panaretus és Berrhoeota, a tolmács. A küldöttség átadta a pápának Mihály császár levelét, amelyet a keleti egyház ötven érseke és ötszáz püspöke írt alá.
1274. június 29-én, Szent Péter és Pál ünnepnapján, a pápa misét celebrált a lyoni Szent János-templomban, ahol a felolvasás és a hitvallás görög és latin nyelven is elhangzott. Utóbbi alatt a görög követek háromszor énekelték együtt a pápával a vitatott "qui a patre filioque procedit" részt (ld. Filioque-vita). Július 6-án, Péter ostiai püspök szentbeszéde után nyilvánosságra hozták a pápa levelét, és a görög követek ünnepélyesen hűséget esküdtek a pápának, mint az egyesített egyház fejének, valamint ígéretet tettek Mihály nevében a Szentföldre tartó keresztények szabad átvonulására. Gergely ezután levélben fejezte ki örömét Mihálynak, Andronikosz fiának és a keleti egyház 41 elöljárójának.

### A tatárok küldöttsége
A tatár kán, Abáká ilhán 13-16 követét küldte a zsinatra, jelentős felfordulást okozva, különösen amikor a küldöttség vezetőjét Gergely pápa nyilvánosan megkeresztelte. A mongol követség azzal a céllal érkezett, hogy szövetséget kössenek a keresztényekkel - Gergely igyekezett elejét venni a kereszténység ellen irányuló mongol támadásoknak a tervezett keresztes hadjárat ideje alatt.
Abaqa keresztény titkára, Rychaldus jelentést tett a zsinatnak az európaiak és a mongolok közötti kapcsolatok történetéről Abáká édesapja, Hülegü ilhán kán alatt. Hulagu megengedte, hogy a nyugati keresztények nagyköveteket küldjenek udvarába, és mentesítette a nyugati keresztényeket minden adó és járulék alól annak fejében, hogy a kánért imádkoznak. Rychaldus szerint Hulagu megtiltotta a Szentföldön létesített keresztény települések és lakóik bántalmazását, valamint ígéretet tett arra, hogy visszafoglalja Jeruzsálemet. Rychaldus hozzátette, hogy Abaqa apja halála után is elkötelezte magát a mamelukok elleni harcra.
A fenti ígéreteket alapul véve Gergely javaslatot tett egy új, 1278-ban kezdődő keresztes hadjárat megszervezésére, a mongolokkal szövetségben. A pápa négy javaslatot terjesztett elő a hadjárat előkészítése érdekében:
- különadó az elkövetkező három évben, amit a pápának kellett volna megfizetni, és amiből a hadjáratot finanszírozták volna
- a szaracénekkel folytatott bármilyen kapcsolat, kereskedés megtiltása
- az olasz városállamok hajóhadat bocsátanak a keresztes had szolgálatára
- formális szövetség megkötése a bizánci császárral és a tatár kánnal[8]

Az európai uralkodók, Jakab aragón király kivételével, meglehetősen hűvösen fogadták az elképzelést, és a pápa 1276-os halála hamarosan véget vetett az előkészületeknek.

### Egyházi reformok
A zsinat során Gergely bizonyos egyházi reformokat is igyekezett elfogadtatni. Henrik liège-i püspököt, Frigyest, a San Paolo fuori le mura apátság vezetőjét, Rhodosz és Würzburg püspökeit méltatlan magatartásuk miatt leváltották, és egyes kolduló rendeket betiltottak. A zsinat áldását adta a dominikánusok és a Ferences rend működésére. A spanyol király ellenállásán, akinek királyságában három lovagrend is közreműködött a mórok elleni harcban, a zsinat elvetette a keresztény lovagrendek összeolvasztásának ötletét.
A zsinat során fogadták el Gergely pápa javaslatát, amely szerint a pápaválasztó bíborosok nem hagyhatják el a gyűléstermet, amíg meg nem választották az új pápát, ezzel akarta elejét venni a pápai trón mind gyakoribbá váló megüresedésének. Ezt a rendeletet később Gergely utóda, V. Adorján pápa visszavonta, de később jórészt visszaállították, és ma is ez szabályozza a pápaválasztás rendjét.

### Interregnum
A zsinat egyik utolsó intézkedése volt a Német-római Birodalom új császárának kinevezése volt - a trón 1254. óta üres volt. Jakab aragón király magának akarta megszerezni a címet, de a pápa ezt ellenezte, és helyére Habsburg Rudolfot koronázta a rómaiak királyának, aki 1273-tól már viselte a német királyi címet.

## Fordítás
- Ez a szócikk részben vagy egészben  a   Second Council of Lyon című angol Wikipédia-szócikk ezen változatának fordításán alapul.  Az eredeti cikk szerkesztőit annak laptörténete sorolja fel. Ez a jelzés csupán a megfogalmazás eredetét és a szerzői jogokat jelzi, nem szolgál a cikkben szereplő információk forrásmegjelöléseként.